# لشکر ۴۹ پیاده (ایالات متحده آمریکا)
لشکر ۴۹ پیاده (انگلیسی: 49th Infantry Division) لشکر پیاده‌نظام نیروی زمینی ایالات متحده آمریکا است، که در سال ۱۹۴۶ تأسیس شد و در سال ۱۹۶۸ منحل گردید.
لشکر ۴۹ پیاده یکی از واحدهای گارد ملی ارتش ایالات متحده در طول جنگ سرد بود.
این واحد از لشکر ۵۲ پیاده تشکیل شد که خود در سال ۱۹۴۶ در جریان گسترش گارد ملی پس از پایان جنگ جهانی دوم فعال شده بود. لشکر ۵۲ در سال ۱۹۴۷ به دلیل صدمین سالگرد تب طلای کالیفرنیا به لشکر ۴۹ تغییر شماره داد. این لشکر در سال ۱۹۶۸ در جریان سازماندهی مجدد گارد ملی ارتش غیرفعال شد.